# Castel Weyer (Kematen an der Krems)
Castel Weyer (in tedesco Schloss Weyer) si trova nel comune austriaco di Kematen an der Krems nel Distretto di Linz-Land appartenente al Land dell'Alta Austria. La sua storia inizia nel XIII secolo.

## Storia

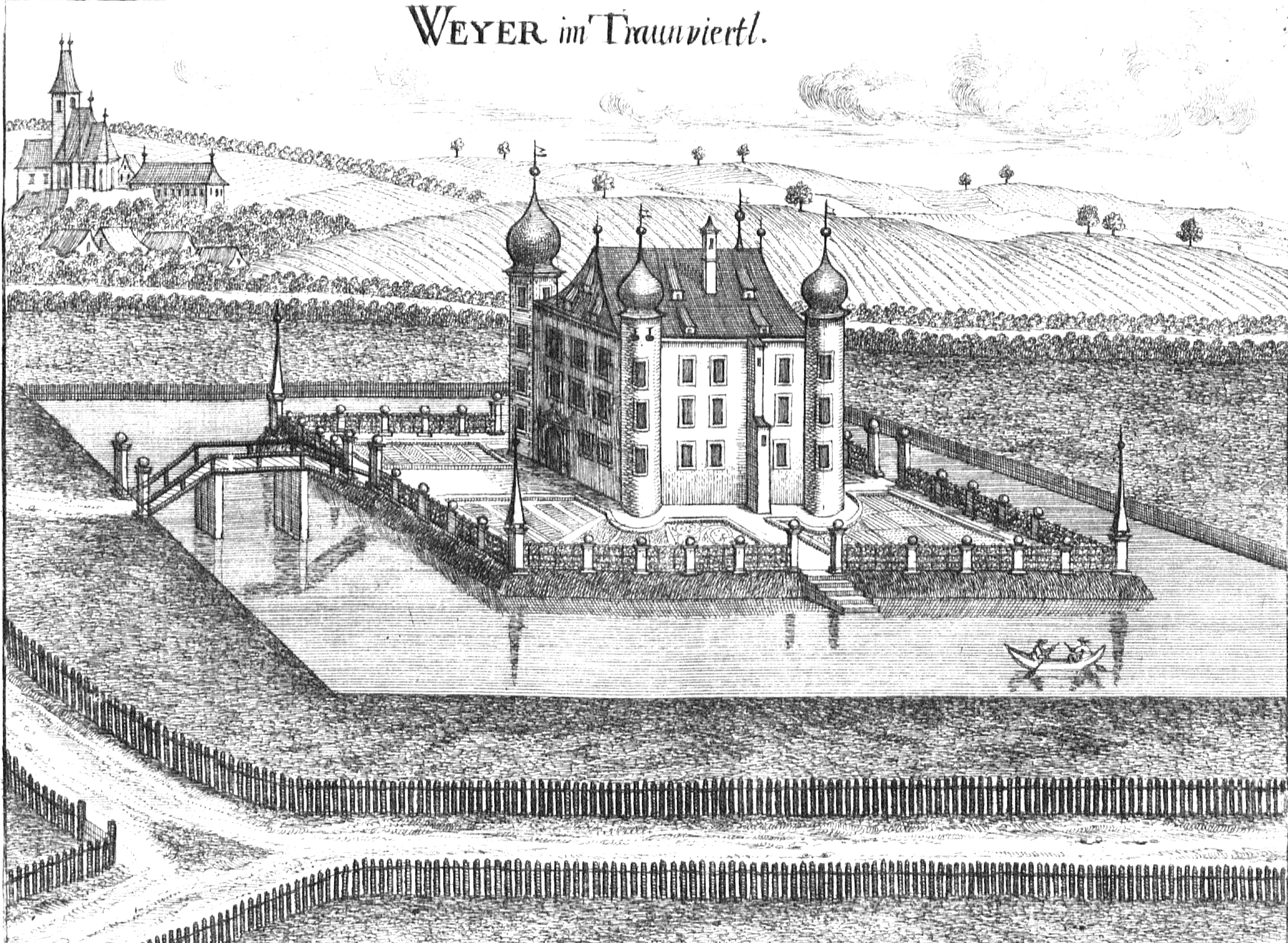
Castel Weyer in un'incisione del 1674, opera di Georg Matthäus Vischer

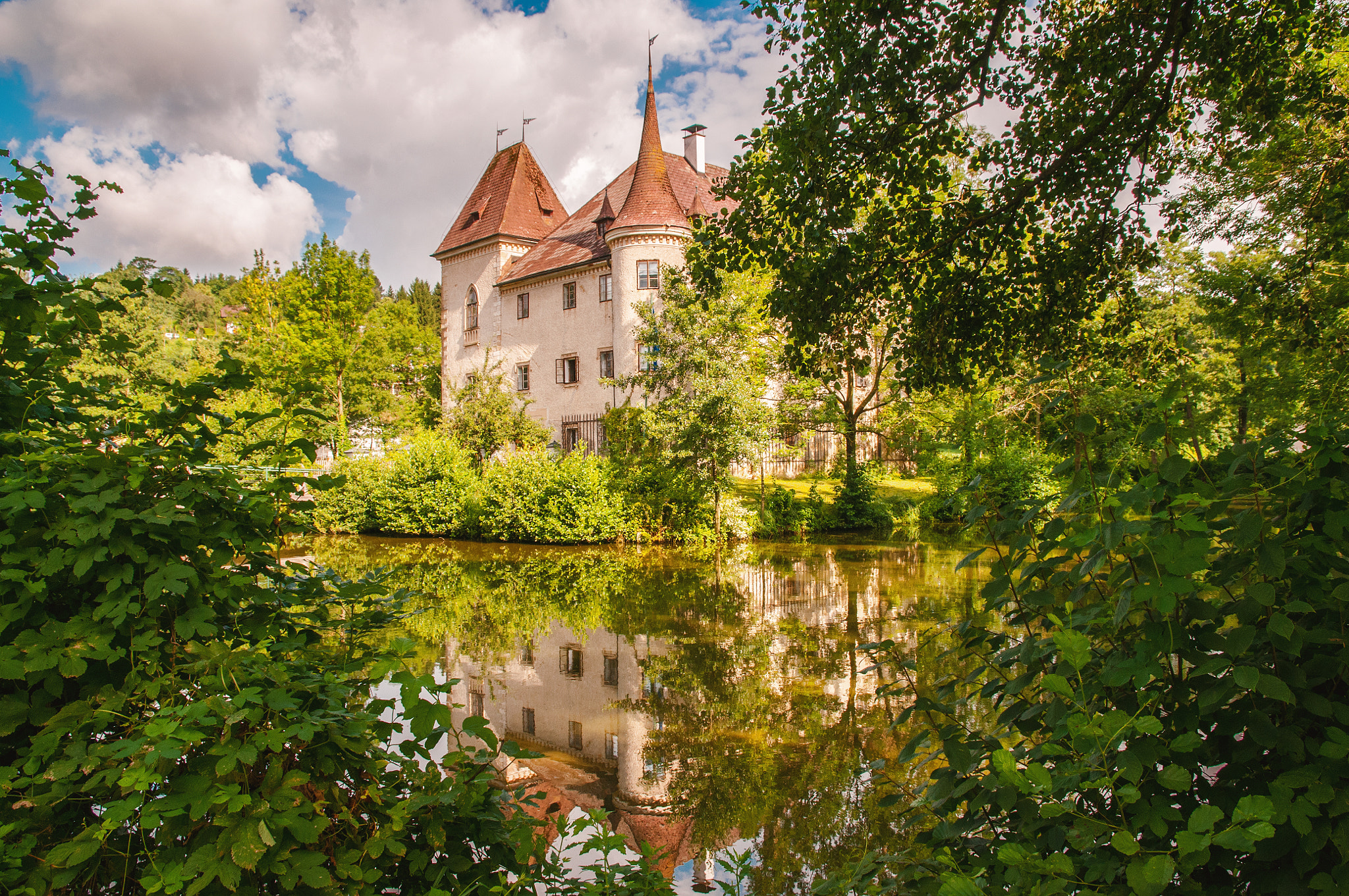
Castel Weyer nel 2010

Castel Weyer era originariamente una proprietà dell'abbazia di Kremsmünster e nel 1299 nel catasto veniva indicato come Zehnthof. Nel 1319 il monastero cedette la proprietà come feudo a Heinrich Raidt. Intorno al 1500 apparteneva ancora alla famiglia Raidt e i signori erano Hans Raidt e il figlio Oswald. Probabilmente a quel tempo l'edificio che in origine era stato una fattoria era già ricostruito come un castello con fossato. Nel 1557 Ulrich Raidt vendette la tenuta a Balthasar Wiellinger e il fratello di questi, Christoph, lo vendette presto al cittadino stiriano Georg Fenzl. Il nipote di Georg, Hans Fenzl, unì questa proprietà alla sua tenuta di Piberbach avuta grazie al matrimonio con Potentia nata Händl. Successivamente entrambe le signorie pervennero come beni matrimoniali al conte Katzian e quando nel 1707 la contessa Maria Beata Katzianer sposò Siegmund Hager von Allantsteig, l'eredità passò a lui. 
Nel 1758, con la morte di Siegmund Hager, castel Weyer fu venduto al Freiherr Leopold  von Eiselsberg. Dieci anni dopo l'abbazia di Kremsmünster ne riacquisì il controllo dopo diversi secoli ma nel 1811 dovette essere ceduta allo stato austriaco. Nel 1812 Franz Planck, commerciante e banchiere di Linz, acquistò la proprietà dal fondo religioso statale. Nel 1869 la banca Scheibenpogens Eidam, ereditata dal suocero, venne fusa nella neonata Oberbank AG (poi divenuta Banca per l'Alta Austria e il Salisburghese). Nel 1870 la residenza venne ristrutturata secondo lo stile dell'epoca e le finestre neogotiche della torre angolare quadrata sono legate a questo periodo. 

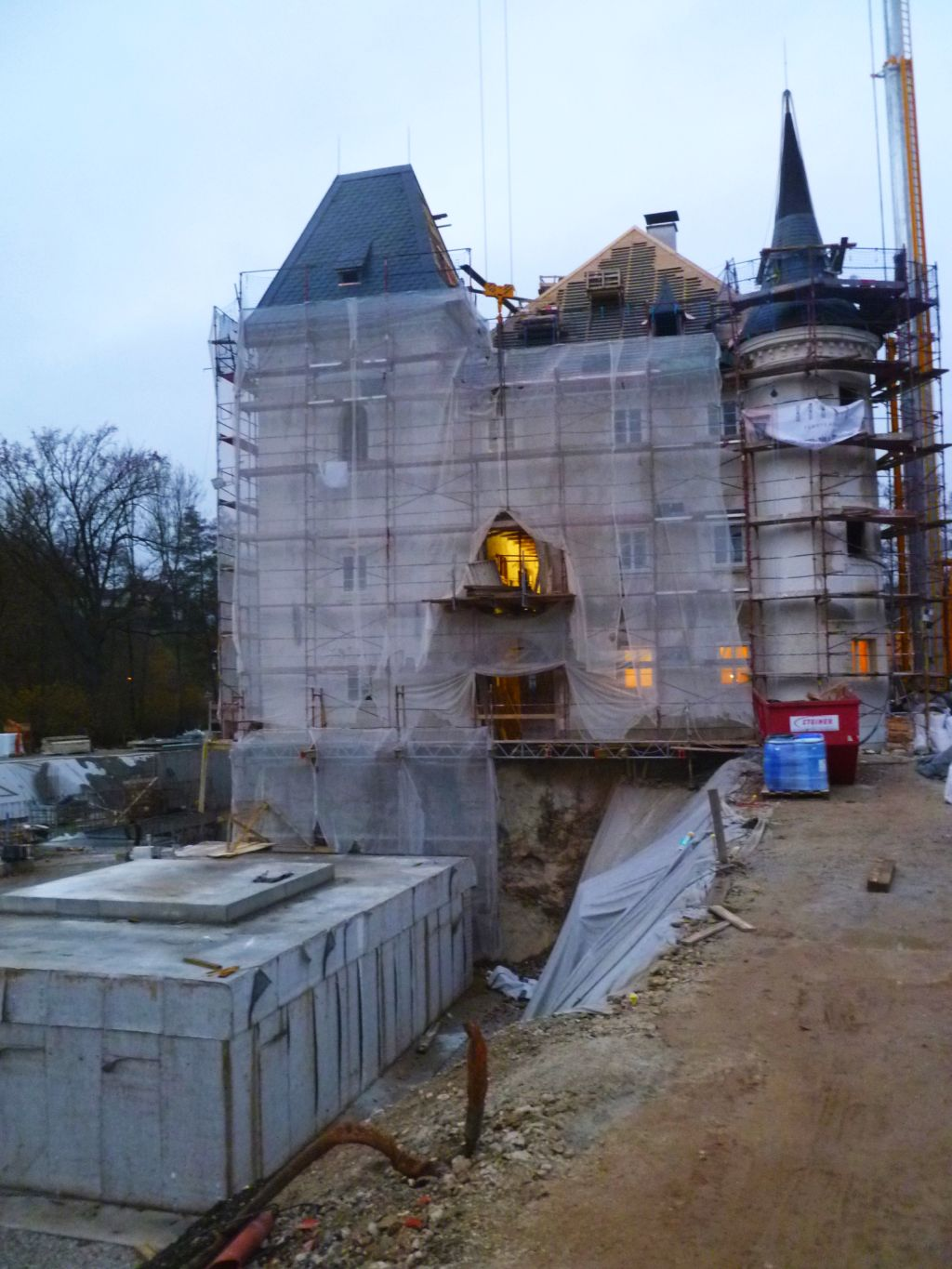
Castel Weyer durante i lavori di restauro del 2012

La famiglia Planck, nobilitata nel 1844 come Nobili di Planckburg, mantiene ancora la proprietà del castello che, oltre ad essere residenza famigliare, è anche uno studio di architettura.

## Descrizione
Il castello si trova nella parte settentrionale dell'abitato del comune austriaco di Kematen an der Krems nel Distretto di Linz-Land, Land dell'Alta Austria. Si tratta di un castello con fossato posto su un'isola circondata uno stagno alimentato da un ramo del Krems. La residenza si presenta come un edificio della seconda metà del XVI secolo e sotto l'intonaco conserva ancora i blocchi di graffiti risalenti all'epoca della sua costruzione. L'edificio rinascimentale si sviluppa su tre piani con una pianta rettangolare e con facciate caratterizzate da torri angolari. Tre di queste torri sono circolari con tetti conici alti e appuntiti, mentre la quarta è una torre quadrata che sporge dal muro e ha un ripido tetto a cuneo. L'ingresso principale si trova sulla facciata stretta sul lato orientale dell'edificio e un ponte di legno conduce al cancello d'ingresso con arco. All'interno un corridoio centrale con volta a botte permette il collegamento tra i singoli ambienti e alla sua destra si trova una piccola sala la cui volta nervata è sostenuta da una colonna centrale in pietra. Nelle stanze del primo piano sono stati conservati due antichi soffitti in travi di legno. Il secondo piano è stato ristrutturato nel XIX secolo.

### Bene architettonico tutelato
Castel Weyer è stato posto sotto tutela dei monumenti da parte della Repubblica austriaca col numero 15257.